# سيد الملاح
سيد الملاح هو مونولوجست مصري خفيف الظلّ، حاضر البديهة، لمعَ نجمُه في الستينات من القرن العشرين، عمل موظّفًا، وترقّى في وظيفته، فكان مديراً عاماً للأنشطة المدرسية، إلى أن أصبح وكيلاً لوزارة التّربية والتّعليم في مصر.
وبداية شهرته من خلال الفنان عبد الحليم حافظ الذي اشركه في الجلسات الفنية التي كان يقيمها الرئيس السادات وقدمه اليه.
- ولد سيد الملاح في بور سعيد في 14 يوليو عام 1937.
- بدأ حياته كلاعب كرة قدم في النادى المصرى. درس في كلية الآداب جامعة عين شمس ولم يستكمل دراسته ثم فشل في استكمال دراسته في عدة كليات، وأخيرا إلتحق بكلية التربية الموسيقية وتخرج منها عام 1967.
- عمل مدرسا للرسم ثم إتجه للتلحين. عمل في إدارة المسرح المدرسى بالإدارة التعليمية التابعة لوزارة التربية والتعليم.
- لعب عدَّة أدوار في بعض الأفلام السينمائيَّة، وبعض الأعمال الفنيَّة،[3] والاسكتشات.[4]
- شارك في حفلات «أضواء المدينة» و«ليالي التلفزيون».
- كان بارعًا في تقليدالفنانين بطريقةٍ كوميديَّة فريدة.وقد اضطر الفنان فريد الاطرش ان يشكوه لوزير الاعلام.[5]
- توفي في 15 كانون الثّاني/يناير عام 2005 بمستشفى قصر العيني في القاهرة عن عمر 67 عامًا.

## أشهر أعماله
- مونولوجات: العتبة جزاز والسلم نايلو - إبريق الشاي  (للأطفال)
- اشترك في فيلم إضراب الشحاتين مع كرم مطاوع ولبنى عبد العزيز

## اسكتشات
- «السمسمية» مع الفنانة سناء جميل
- «سيد وحرمه في رمضان»

## فيلموجرافيا
- غازية من سنباط (1967)
- إضراب الشحاتين (1967)
- مسرحية الشخص (1982)
- مسرحية العشرة الطيبة (1983)